# Хилл, Октавия

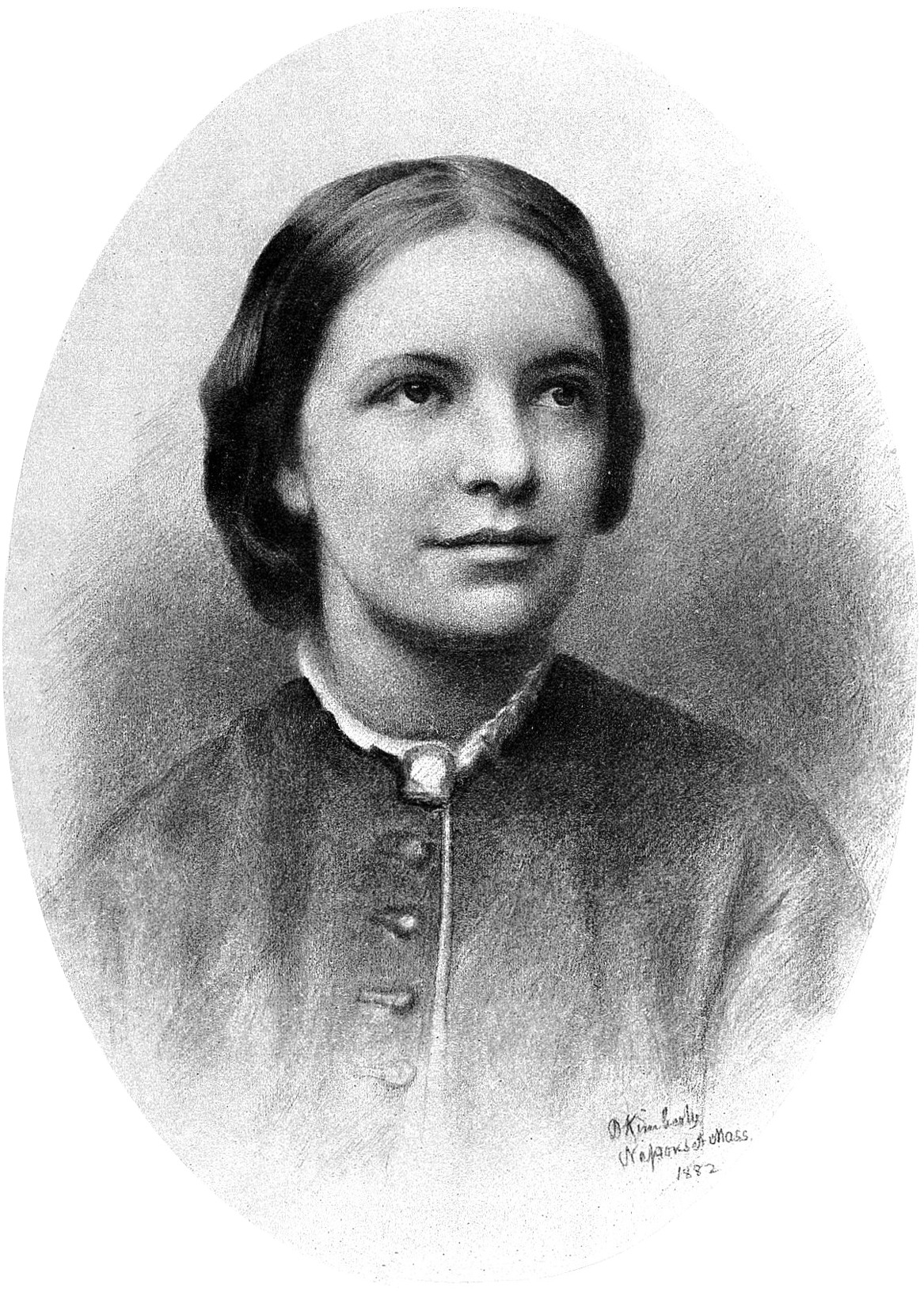
Октавия Хилл в молодости

Октавия Хилл (3 декабря 1838 года, Уисбийч, Кембриджшир — 13 августа 1912 года, Марилебон) — британская общественная деятельница, художница, педагог, социальный реформатор, одна из пионеров идеи социального строительства жилья, соучредительница британского Национального фонда.

## Семья
Родилась в Уисбийче в семье Джеймса Хилла и Кэролайн Саутвуд-Хилл. Была самым младшим ребёнком в семье, где кроме неё было семь сестёр и брат.
Отец Октавии был купцом и бывшим банкиром, сторонником Роберта Оуэна; продвигая его идеи (утопический социализм), он основал первую местную газету — «The Star in The East», обличающую коррупцию и круговую поруку. К моменту знакомства с будущей матерью Октавии он уже был дважды вдовцом с шестью детьми (пятью дочерьми и сыном).
Кэролайн Саутвуд была дочерью врача и общественного деятеля Томаса Саутвуда Смита, пионера в деле реформ систем медико-санитарной и социальной помощи населению. Вместе с мужем она основала и руководила школой начального образования. Возможно, она была первой учительницей английского языка, использовавшей в обучении метод Песталоцци. По вечерам школа была открыта для местных жителей как место отдыха и обучения взрослых людей.
В 1840 году Джеймс Хилл обанкротился, что привело его к нервному срыву и разыву семейных связей; полностью от этого потрясения он не оправился. Кэролайн Саутвуд-Хилл воспитывала детей с помощью своего отца. Проживала сначала в Хампстеде (деревушке недалеко от Лондона) и в Финчли; дети получали домашнее образование. В 1852 году переехала в Хольборн (район в центральной части Лондона), примкнув к движению христианских социалистов. Работала бухгалтером, а также возглавляла общество «Ladies Guild» — мастерскую по изготовлению игрушек, где работали не имевшие квалификации молодые женщины и девушки из местной школы для бедняков. 14-летняя Октавия была помощницей матери. При этом она не получила официального образования: мать обучала семью дома.

## Социальное жильё
Благодаря контактам своей матери с движением христианских социалистов к 1853 году Октавия познакомилась с множеством известных людей. Среди них был Фредерик Денисон Морис, активный организатор образовательных учреждений, соучредитель Колледжа королевы (1848) и Колледжа для рабочих (1854), впоследствии его ректор, который подчёркивал важную роль женщин в сфере социального обеспечения. Она познакомилась также с Чарльзом Кингсли, критиком капитализма и писателем, и Джоном Рёскином, эстетом, радикалом и педагогом в Колледже для рабочих. Когда ей было 13, Кооперативная Гильдия, предоставляющая работу «бедным благородным дамам», приняла её на обучение живописи по стеклу. В следующем году Гильдия стала изготавливать игрушки для малообеспеченных детей и объёмы работы выросли. И Октавии предложили возглавить мастерскую. Ещё через год Рёскин нанял её на работу в качестве копистки, а Морис в 1856 году устроил на должность секретаря по вопросам образования женщин с зарплатой в 26 фунтов в год. Её работа, а также впечатления после прочтения книги Генри Мэйхью Лондонская рабочая сила и Лондонская беднота, в которой описывалась повседневная жизнь обитателей трущоб, дали Октавии осознание, в каких ужасных условиях живут дети, находящиеся на её попечении в гильдии.

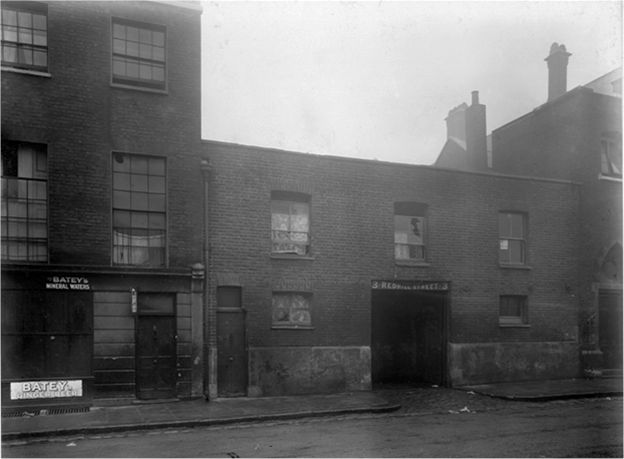
Трущобы в Мэрилебоне XIX века

Хотя улучшением жилищных условий для рабочего класса парламент и многие заинтересованные реформаторы занимались с начала 1830-х гг, но законодательные инициативы и многочисленные заседания по этому вопросу, с точки зрения Хилл, подвели беднейших представителей рабочего класса, неквалифицированных рабочих. Она обнаружила, что домовладельцы обычно игнорируют свои обязательства по отношению к арендаторам, а арендаторы слишком невежественны и угнетены, чтобы защитить свои права. Она попыталась найти новые дома для своих подопечных, но ввиду острой нехватки доступной недвижимости, Хилл поняла, что единственный выход — самой стать собственником.
Под влиянием и с помощью друзей семьи она решилась на реализацию долгосрочной программы возведения социального жилья для бедных. Джон Рёскин, как эстет и гуманист, был оскорблён жестоким уродством возведённых ранее трущоб. И в 1865 году, унаследовав значительную сумму денег от своего отца, он приобрел за 750 фунтов стерлингов в аренду три коттеджа по шесть комнат каждый в Парадиз-Плейс, Мэрилебон. Рёскин передал эти дома, находившиеся «в ужасном состоянии грязи и запустения», под управление Хилл, сказав ей, что к этой деятельности могут быть привлечены инвесторы, если будет обеспечена пятипроцентная годовая доходность. В 1866 году Рёскин приобрел в собственность ещё пять домов и передал под управление Хилл в Фрешвотер-Плейс, Мэрилебон. The Times писала: «Дома стояли на пустынной земле, занятой полуразрушенными коровниками и кучами навоза. Был проведён необходимый ремонт и уборка, пустырь превратили в детскую площадку, где мистер Рёскин посадил несколько деревьев».
После ремонта, недвижимость была сдана тем, кто имел непостоянный и низкий доход. Как и было обещано Рёскину, прибыль на капитал составляла пять процентов; любое превышение этих пяти процентов реинвестировалось в собственность в интересах арендаторов. Задолженность по арендной плате не допускалась, а безнадёжные долги были минимальны. Как сказала Хилл, "исключительная пунктуальность и усердие в сборе арендной платы, а также строгое требование её регулярности, способствовали продолжительности проекта. Также Хилл смогла привлечь новых спонсоров, и к 1874 году у нее было 15 жилищных схем с примерно 3000 арендаторами. Система Хилл была основана на управлении не только зданиями, но и жильцами; она настаивала: «Нельзя иметь дело с людьми и их домами отдельно». Она поддерживала тесный личный контакт со всеми своими жильцами и была решительно настроена против безличных бюрократических организаций и государственного вмешательства в жилищное строительство. По её мнению, «муниципальный социализм и субсидируемое жилье» привели к беспорядочному сносу, схемам перепланировки жилья и разрушению общин.
Таким образом, Хилл сформулировала принципы финансирования и управления инвестициями в этот проект, а также условия, которые будут способствовать формированию местных общин в новых городских районах. В основе её системы лежал принцип еженедельного визита за арендной платой. С самого начала Хилл нанмала на эту работу только женщин. Она и её помощники (среди которых были Эмма Конс и Ева Макларен) объединили еженедельный сбор арендной платы с проверкой каждой детали помещения и знакомством с арендаторами лично, действуя как социальные работники. Поначалу Хилл считала, что «добровольные работники — это необходимость. Они лучше, чем наёмные работники, и их можно привлечь в достаточном количестве». Позже она сочла целесообразным сохранить оплачиваемую рабочую силу, поскольку её система требовала большого штата сотрудников. Арендная плата взималась в понедельник, вторник и среду утром. Во второй половине дня счета за аренду вносились в отчётные документы, и достигались договоренности с подрядчиками о проведении ремонтных работ. По четвергам и пятницам взыскивались долги, оплачивались счета подрядчиков, составлялись списки новых арендных платежей и организовывались переезды арендаторов.
Если у кого-либо из помощников Хилл было свободное время, будь то в рабочие часы или в выходные, оно использовалось для содействия местным общинам и обществам: ассоциациям арендаторов, клубам и факултативам, которые посещали жильцы после работы или их дети после школы. В 1859 году Хилл создала Саутуаркский отряд Армейских кадетских сил, первое независимое подразделение, в котором местные мальчишки могли проходить начальную военную подготовку. Хилл считала, что такая организация будет более похожа на «настоящую», чем уже существующие Церковные бригады парней, и поэтому более привлекательна для молодых людей, «которые прошли возраст притворства». Для работы в организации она пригласила одного служащего из Дербиширского полка, а набор ограничивался 160 кадетами, хотя популярность отряда привлекала гораздо больше желающих.
Было бы неверно предполагать, что принцип управления жильём Октавии руководствовался исключительно вопросом оплаты арендной платы. Нередки были случаи, когда арендатор, даже сипаравно вносящий плату, был удивлён, получив уведомление о выселении, по причине его нежелания отправлять своих детей в школу или в случае, когда он вселял в своё жилище больше людей, чем того требовали нормы. На его жалобу, Октавия отвечала, что своевременная арендная плата — не единственное треования, на котором она настаивала. По её мнению, она не могла допустить, чтобы что-то столь ужасное, как пренебрежение детьми и перенаселённость, продолжалось там, где она была в силах предотвратить это!Уайатт, Р. Дж.
Принципы Хилл были обобщены в статье 1869 года: «Там, где человек упорно отказывается проявлять себя, внешняя помощь хуже, чем бесполезна». Она была откровенным критиком принципов «помощи на открытом воздухе» (когда продукты, товары или денежные средства раздавались малоимущим на улице) или системы помощи бедным в Спинхемленде (скользящая шкала надбавок к заработной плате, для доведения ее до минимального уровня прожиточного минимуму), действующей в различных советах по делам бедных. Поскольку эти системы не поощряли получателей к работе, она рассматривала их как «расточительное использование государственных средств». В соответствии же с её методами поощрялась личная ответственность. Она настаивала на том, чтобы долги были погашены быстро; она назначала надежных опекунов; она изучала рекомендации потенциальных арендаторов и посещала их дома; она уделяла пристальное внимание распределению и размещению арендаторов в зависимости от размера семей и размера и местоположения жилья, которое будет предложено; и она не устанавливала никаких правил, которые не могли бы быть должным образом соблюдены.
В 1884 году церковные комиссионеры признали её просвещённый подход и обратились к ней, для помощи в управлении и реформировании своих трущоб в Южном Лондоне, которые были печально известны бедностью и мелкими преступлениями. Хилл превратила эти поместья в образцовую недвижимость, которая приносила доход от инвестиций.

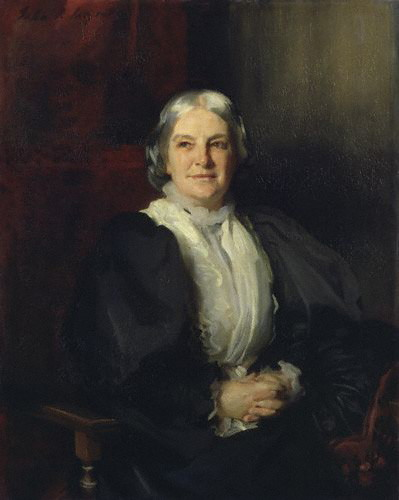
Портрет Октавии Хилл кисти Джона Сарджента, 1898 год

Один американский поклонник описывал её как «правящую маленьким королевством из трёх тысяч любящих подданных с железным скипетром, увитым розами». Хотя Хилл много требовала от своих коллег, она ещё требовательнее относилась к себе. В 1877 году она упала в обморок и была вынуждена прервать свою работу на несколько месяцев. Автор ее биографии, Дарли, приписывает этому ряд сопутствующих причин: «хроническое переутомление, недостаточное делегирование полномочий и дел, смерть близкой подруги Джейн-старшей, разрыв помолвки» (её женихом был один из помощников, а позже политик Эдвард Бонд), а также нападение на неё Джона Рёскина (Рёскин в то время отличался неуравновешенностью, вследствие психического заболевания, и яростно отреагировал, когда Хилл воспротивилась его планам продать свою собственность Сент-Джордж Компани — организации, которую она считала финансово сомнительной). Семья Хилл нашла для неё компаньонку, Харриот Йорк (1843—1930), которая взяла на себя большую часть повседневной работы, что привела к переутомлению Октавии. Они оставались неразлучны до самой смерти Хилл. Ещё одним паллиативом было строительство коттеджа в Крокхем-Хилле близ Севенокса в графстве Кент, где они могли отдыхать от работы в Лондоне.
Также взгляды Хилл привели к созданию благотворительной организации ассоциации Society (COS), которая критиковала, принятые в то время, массовые раздачи милостыни, вместо изучения и устранения причин, приводящих людей к бедности. Биограф Хилл, Джиллиан Дарли описывала её начинание как «спорный орган, который сожалеет о возникновении зависимости от нечестивой филантропии … в то время как поддержка бедных должна быть тщательно нацелена и эффективно контролироваться. Позже в жизни, однако, она начала думать, что посыл Society … был слишком суровым».
Программу строительства в Великобритании социального жилья, инициированную Октавией Хилл, ныне реализует общественная организация «Octavia Housing».
С того периода времени сохранились воспоминания об Октавии Хилл. Её подруга Генриетта Барнетт писала: «Она была небольшого роста, с длинным телом и короткими ногами. Она не одевалась, она только носила одежду, которая часто была излишне неприлична; у неё были мягкие и пышные волосы и правильные черты лица, красота её лица заключалась в карих и очень ярких глазах, которые она совершенно бессознательно поднимала вверх, когда говорила о чем-нибудь, что её волновало. Рот у неё был большой и подвижный, но от смеха не становился лучше. В самом деле, Мисс Октавия была милее всех, когда становилась неистовой в своём усердии». Барнетт также говорила о безжалостности Хилл. Гертруда Белл называла Хилл деспотичной. Как-то, епископ Лондона Фредерик Темпл встретился с ней на собрании церковных комиссионеров, после которого написал: «Она говорила полчаса … и я никогда в жизни не терпел такого поражения».

## Другие направления социальной активности
Деятельность Октавии Хилл в области социального жилья была тесно связана с деятельностью по созданию рабочих мест для бедных, в том числе посредством организации для них профессионального образования. В качестве педагога она работала в семейных школах при Колледже для рабочих. Организовывала обучение рабочих волонтёрами при управах районов города, читала множество лекций, публиковала брошюры и статьи; принимала также активное участие в кампании по реформе имущественных прав женщин, возглавляемой Барбарой Бодишон.
Хилл брала на себя инициативу в содействии формированию социальных связей в новых городских районов. Одним из её проектов стало создание организации «Southwark Cadet Company» для детей из трущоб, целью которой было воспитывать в них уверенность в себе, развивать навыки работы в коллективе, заботиться о порядке и чистоте. Опыт этой организации был использован при создании в 1859 году «Army Cadet Force».
Она впервые обратила внимание на необходимость отслеживания степени загрязнения воздуха в городах, заботясь о здоровье жителей. Реализация этой программы продолжается в Великобритании по сей день. Благодаря деятельности Октавии Хилл и её решительности многие ранее бедные районы Лондона были преобразованы в места, отвечающие основным требованиям нормального уровня жизни.

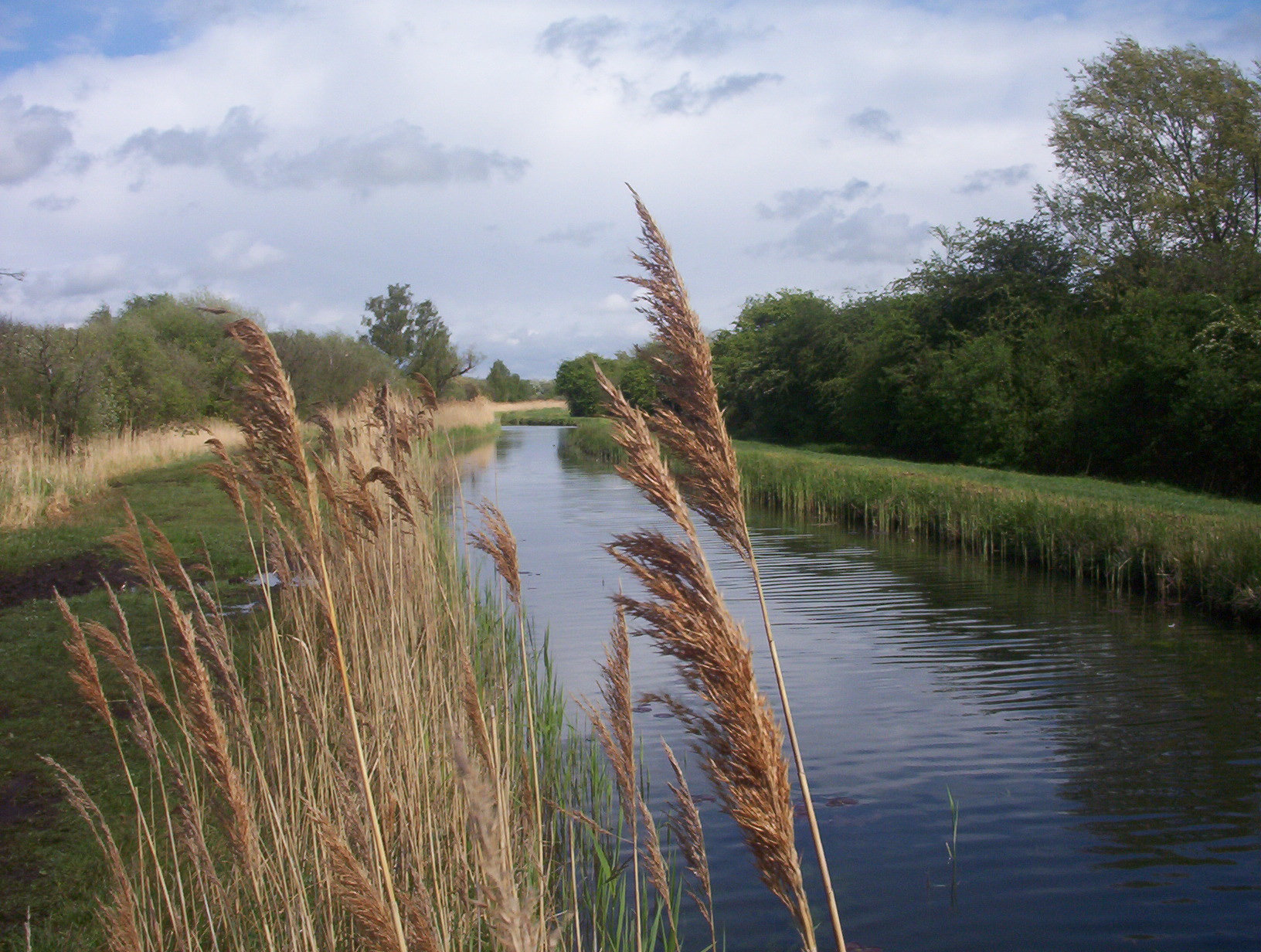
Заповедник Уикен-Фен, который был передан Национальному Фонду в 1899 году

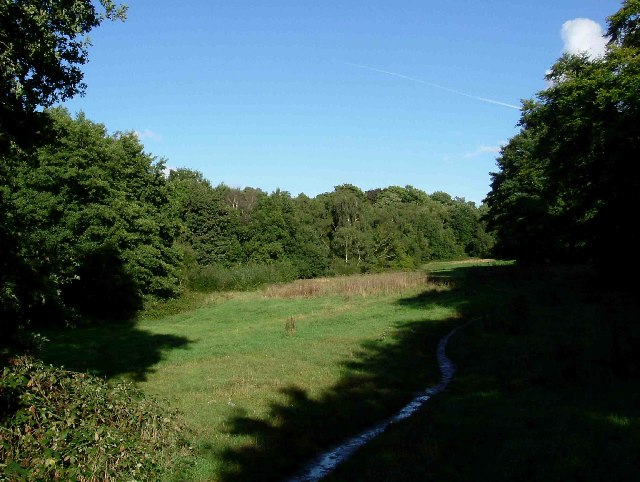
Хампстед-Хит — сохранён благодаря Октавии Хилл и другим активистам

Октавия Хилл уделяла большое внимание озеленению городских территорий. Её усилиями были приняты требования по софинансированию к местным органам власти с целью создания поясов зелёных насаждений. Хилл участвовала в кампании 1883 года, чтобы остановить строительство железной дороги из каменоломен в холмах, возвышающихся над Баттермером, в Озёрном крае, что нанесло бы ущерб нетронутым пейзажам. Кампанию возглавил местный политик Хардвик Роунсли, который заручился поддержкой Рёскина, Хилл и сэра Роберта Хантера. Хантер был юридическим советником Хилл по вопросам сохранения открытых пространств в Лондоне. И он, и Роунсли, основываясь на идее, выдвинутой Рёскином, задумали фонд, который мог бы приобретать и сохранять землевладения, чтобы сохранить и уберечь природную красоту этих мест для истории и нации. 16 ноября 1893 года Хилл, Хантер и Роунсли встретились в офисе Общества охраны открытых пространств и договорились о создании такого фонда. Хилл предложила назвать его «фонд общин и садов», но все трое согласились принять предложенное Хантером название «Национальный фонд». Под своим полным официальным названием Национальный фонд исторических достопримечательностей и природных красот был открыт в следующем году. Соучредителями этой организации были помощники Хилл по кампании защиты окружающей среды от строительства железной дороги Роберт Хантер и Хардвик Роунсли. Национальный фонд занимался в первую очередь защитой открытых пространств и находящихся под угрозой исчезновения зданий, представляющих исторический интерес; его первой собственностью стал дом священнослужителей в Альфристоне, а первым природным заповедником — Уикен-Фен.

Для Хилл было важно, чтобы её арендаторы и все городские рабочие могли иметь доступ к открытым пространствам. Она верила в «жизнеутверждающие добродетели чистой земли, чистого воздуха и голубого неба». В 1883 году она писала: 
Пожалуй, у лондонских рабочих нет нужды, более заметной, чем нужда в пространстве. ... Как это лучше всего дать? И что именно должно быть дано? Я думаю, нам нужно четыре вещи. Места, где можно посидеть, места, где можно поиграть, места, где можно прогуляться, и места, где можно провести день. Сохранение Уимблдона и Эппинга показывает, что эта необходимость находит всё больше признания. Но для того, чтобы посетить Уимблдон, Эппинг или Виндзор простому рабочему нужно не только оплатить стоимость поездки, но и потерять дневной заработок, пока он будет добираться до этих мест. Нам нужны места, где можно было бы наслаждаться долгими летними вечерами или субботним днём без особых усилий и затрат
Она активно выступала против застройки существующих пригородных лесных массивов и помогла спасти от застройки Хампстед-Хит и Парламентский холм. Три холма в Кенте (Mariners Hill, Toys Hill и Ide Hill), которые она помогла защитить от застройки, также являются частью «зелёного пояса».
В 1876 году Хилл стала казначеем общества Кирле, основанного в том же году её старшей сестрой Мирандой как «Общество распространения красоты». Под лозунгом «внесите красоту в бедные дома» она стремилась привнести искусство, книги, музыку и открытые пространства в жизнь городской бедноты. В течение короткого периода оно процветало и расширялось, и хотя через несколько лет пришло в упадок, 20 лет спустя стало образцом для Национального Фонда.

## Живопись
Октавия Хилл брала свои первые уроки живописи у Джона Рёскина. В 1854 году, во время посещения им «Ladies Guild» (тогдашнее место работы Октавии), он был уже хорошо известен как автор труда «Modern Painters» (1843), в котором защищал имевшего спорную репутацию художника Уильяма Тёрнера.
В 1855—1865 годах Рёскин обучал Хилл создавать копии оригиналов живописных произведений; она усердно и на протяжении многих лет создавала копии работ, выставленных в Лондонской национальной галерее и Далвичской картинной галерее. К числу её работ относится, в частности, копия портрета венецианского дожа Леонардо Лореано (кисти Джованни Беллини, первая половина XVI века), выставленного в Национальной галерее. Эта копия впоследствии была выставлена в галерее Рёскина в Шеффилде.

## Последующие годы
Число домовладений, управляемых Хилл, продолжало расти. Хотя Рёскин отвернулся от неё в припадке душевной неуравновешенности, она нашла нового сторонника в лице Церковных миссионеров, которые передали ей управление своими жилыми домами в нескольких бедных районах Южного Лондона. К концу XIX века женщины-работницы Хилл превратились их неоплачиваемых волонтеров в подготовленных профессионалов. Влияние Хилл распространялось далеко за пределы её организаций, а её идеи были подхвачены и скопированы (при её энергичной поддержке) в континентальной Европе и Соединенных Штатах Америки. Беатриса Вебб сказала, что она «впервые осознала значение бедности бедных», когда гостила у своей сестры, которая собирала арендную плату для Октавии Хилл в Ист-Энде. Дочь королевы Виктории, принцесса Алиса Гессенская, инкогнито присутствовала на экскурсии по некоторым владениям Хилл, и позднее перевела статью Хилл Дома Лондонской бедноты на немецкий язык.
Среди тех, кто прошёл обучение у Хилл, была её помощница и секретарь Мауд Джеффри, которая позже работала с Комиссионерами Королевских земель, где занималась управлением новыми жилыми комплексами в Лондоне по линии Октавии Хилл. Даже некоторые местные власти, несмотря на недоверие к Хилл, брали с неё пример: некоторые из самых ранних проектов муниципального жилья в Кенсингтоне и Камберуэлле были запущены по её линии, с приобретением домов рабочего класса и их постепенным улучшением, без выселений или сносов.

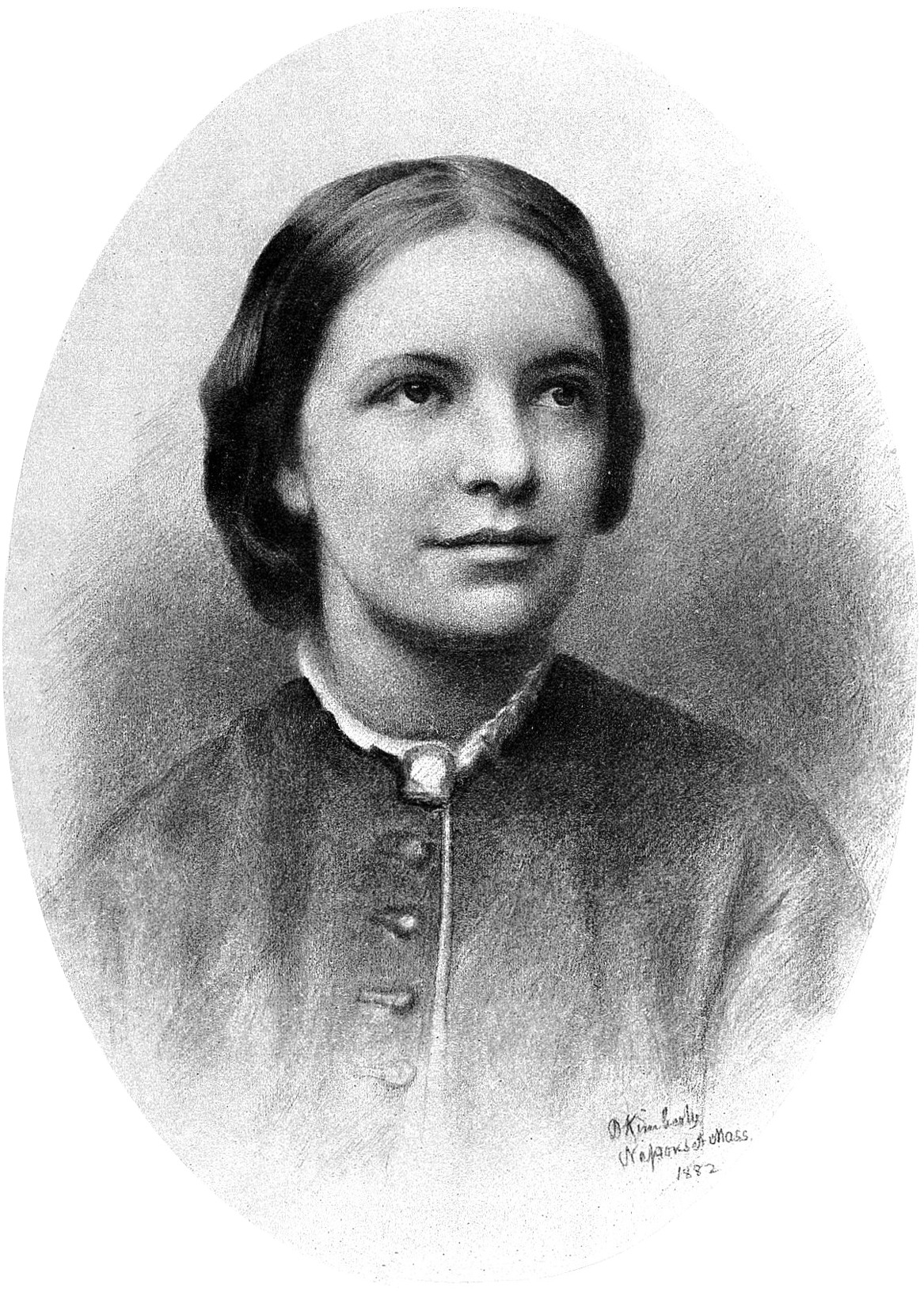
Хилл в 1881 г.

Несмотря на то, что Хилл выступала против вмешательства национальных или местных властей в обеспечение жильём, ей приходилось иметь дело с недавно созданным Советом лондонского графства и другими местными властями в решении жилищных проблем бедных. В 1884 году была создана Королевская комиссия по жилищному обеспечению рабочего класса, но премьер-министр У. Э. Гладстон и его коллеги-министры наложили вето на предложение включить Хилл в число членов комиссии (Гладстон одобрял принципы Хилл, но считал её сложной личностью. Если бы на назначение Хилл не наложили вето, она стала бы первой женщиной-членом Королевской комиссии. Причем, в данном случае она была одним из ключевых членов комиссии. Позже в 1905 году она стала членом Королевской комиссии по законам о бедных). В итоге муниципальные власти быстро превзошли её по количеству находящихся в их ведении объектов недвижимости.
А. С. Воль отмечает, что в 1880-х годах Хилл владела недвижимостью, общая сумма которой составляла около 70 000 фунтов стерлингов, а в конце своей карьеры она управляла домами, где проживало «возможно, три или четыре тысячи человек». Лондонский окружной Совет имел бюджет в 1 500 000 фунтов стерлингов для своей программы переселения лондонской бедноты в 1901-02 годах.
Хилл была противником других реформ, начавшихся в начале двадцатого века. Она была против женского избирательного права на том основании, что «мужчины и женщины помогают друг другу, потому что они разные, у них разные способности и разные сферы деятельности». Она также считала, что предоставление государством социальных услуг и пенсий по старости приносит больше вреда, чем пользы, подрывая уверенность людей в собственных силах.
Хилл умерла от рака 13 августа 1912 года в своем доме в Марилебоне, в возрасте 73 лет.

## Наследие

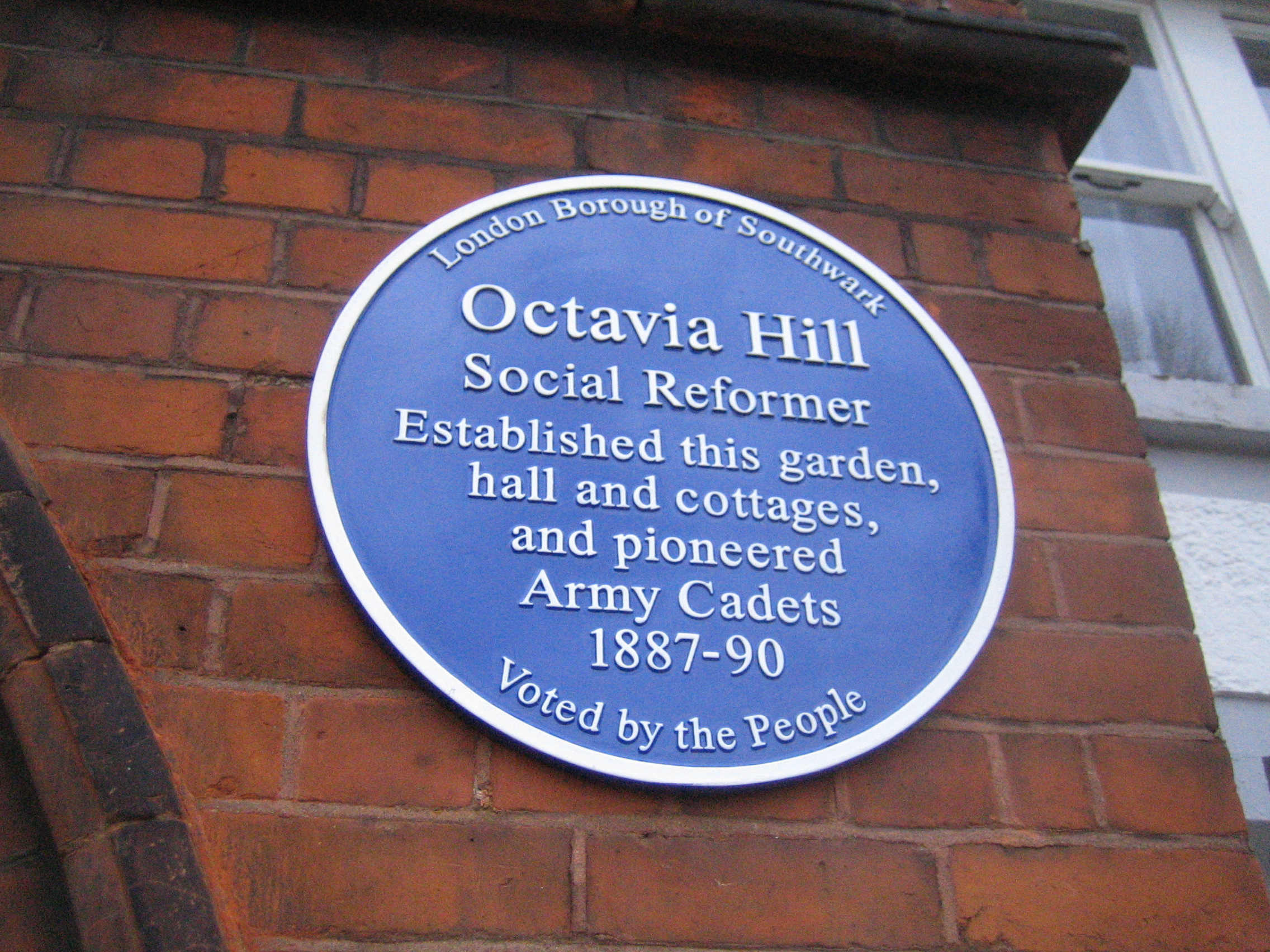
Мемориальная табличка на Редкросс в Южном Лондоне

Когда в 1898 году коллеги Октавии Хилл представили портрет Джона Сингера Сарджента, она произнесла речь, в которой сказала: «Когда я уйду, я надеюсь, что мои друзья не будут пытаться вводить какую-то особую систему или слепо следовать по пути, который я прошла. Новые обстоятельства требуют различных усилий, и именно дух, а не мёртвая форма, должен быть увековечен. … Мы оставим им несколько домов, убранных и отремонтированных, несколько новых и реконструированных, некоторое количество вдумчивых и любящих своё дело управляющих, несколько открытых пространств…» Но, по её словам, более важным было бы «вдумчивое внимание, чтобы замечать, истинная душа, чтобы соизмерять, большие надежды, чтобы постигать серьёзные вопросы новых и лучших дней в будущем — большие идеалы, большая надежда и терпение, чтобы реализовать их».
Фонд Хорас-стрит, основанный Хилл, стал образцом для многих последующих жилищных ассоциаций и сейчас представляет собой фонд, который носит её имя — Octavia Housing. Сегодня под его управлением находится несколько домов, в том числе двускатные коттеджи, спроектированные Элайджей Хулом, который много лет работал с Хилл. На веб-сайте Общества Октавии Хилл сказано, что созданные Хилл ухоженные привлекательные дома и места для досуга предвосхитили основные компоненты городского планирования примерно на 15 лет вперёд.
Движение Сетлемент (создание интегрированных смешанных сообществ богатых и бедных) выросло непосредственно из работы Хилл. Её коллеги Сэмюэл и Генриетта Барнетт основали Тойнби-Холл, первое спонсируемое университетом движение, которое вместе с женским университетским движением (позже названным движением Блэкфрайарз) продолжает помогать местным общинам. За рубежом имя Хилл увековечено в Ассоциации Октавии Хилл в Филадельфии, небольшой компании, занимающейся недвижимостью, основанной в 1896 году для предоставления доступного жилья жителям городов с низким и средним уровнем дохода.
Женщины, обучавшиеся под руководством Хилл, в 1916 году создали ассоциацию женщин-домохозяек. Позже, в 1948 году, это общество сменило своё название на Общество управляющих жильём. После слияния с Институтом управляющих жилищным фондом в 1965 году общество стало нынешним аккредитованным Институтом жилищного строительства в 1994 году. Сейчас он является учреждением профессионального образования для тех, кто работает в сфере жилищного строительства в Великобритании и за рубежом. Обучение, которое Хилл проводила для добровольцев благотворительной организации Society, способствовало развитию современной социальной работы, а COS продолжал играть важную роль в развитии социальной работы как профессии в течение двадцатого века. Деятельность COS продолжается и сегодня, как благотворительной организации Family Action.
В 1907 году парламент принял первый закон О Национальном Фонде, закрепивший постоянную деятельность Фонда и наделивший его полномочиями защищать собственность на благо нации. Теперь Фонд является надзорным органом за широким спектром прибрежных, сельских и исторических зданий. Согласно веб-сайту фонда, «сотрудники, волонтёры и арендаторы ежедневно занимаются предоставлением доступа к открытым пространствам для посещения людей, обеспечением среды обитания для дикой природы и улучшением нашей окружающей среды — „навсегда, для всех“».
Единый памятник на общей могиле Миранды Хилл, Октавии Хилл и Харриет Йорк был установлен на кладбище церкви Святой Троицы, Крокхэм Хилл, Кент.
В одном из красивейших мест Суррея установлен памятник Октавии Хилл, на вершине холма под названием Hydon Ball (ныне принадлежащего Национальному фонду). Вскоре после её смерти семья установила там каменную скамью, с которой гуляющие могут любоваться видом на сельскую местность Суррея. Общество Октавии Хилл было создано в 1992 году «для повышения осведомленности об идеях и идеалах Октавии Хилл, её семьи, коллег по работе, и их актуальности в современном обществе на национальном и международном уровнях». Под эгидой общества её родина в Висбече была превращена в музей Родины Октавии Хилл. В 1995 году, в ознаменование столетия Национального фонда, в её честь был назван новый сорт розы — «Октавия Хилл».
Сорт садовой пеларгонии (Zonal pelargonium) «Октавия Хилл», выведенный в Германии селекционной компанией Elster PAC Jungpflanzen, был выпущен в июне 2009 года.